# Eger SE
El Eger Labdarúgó Sport Korlátolt Felelősségű Társaság (en español: Deportistas de Fútbol de Eger Sociedad de Responsabilidad Limitada), más conocido como Eger SE o simplemente Eger, es un club de fútbol de Hungría, con sede en Eger. Actualmente juega en la Megyei Bajnokság I, cuarta división del fútbol húngaro.

## Historia
El club fue fundado el 30 de noviembre de 1906. A lo largo de los años, pasó por una serie de cambios de nombre, que se deben principalmente a las condiciones políticamente cambiantes que atravesó Hungría durante el siglo XX.
Jugó cinco temporadas en la Nemzeti Bajnokság I; sin embargo, hubo dos años en el pasado reciente (2003-2005) que la ciudad de Eger no tenía equipo de fútbol para adultos.
En 2011, el club ganó la Nemzeti Bajnokság III y ascendió a la segunda división, en la cual se consagró campeón en la temporada 2011-12 para ascender nuevamente, esta vez a la primera liga. En la temporada 2012-13, terminó último en la liga y descendió. Debido a que el club tenía una deuda que ascendía a un millón de euros, terminó jugando la temporada 2013-14 en la tercera división.

## Cambios de nombre y fusiones
Egri Dózsa SE (1907)
- 1953: Egri Dózsa
- 1960: Honvéd Dobó SE
- 1961: Egri Dózsa

Egri Vasas SE
- 1951: Egri Vasas
- 1960: Bervai Vasas
- 1958: Eger SC
- 1959: Egri Vasas

FC Eger
- 1977: Eger Sportegyesület (SE) (fusión del Egri Dózsa SE, Egri Vasas SE, Egri Volán y Egri Kinizsi SE)
- 1994: Futball Club (FC) Eger

Egri FC
- 2005: Eger FC
- 2010: Egri FC

Eger SE
- 2017: Eger Labdarúgó Sport Kft.

## Jugadores

### Jugadores famosos
- Karim Benounes
- Wolry Wolfe
- Goran Vujović
- Imre Aranyos
- Károly Czeczeli
- István Géczi
- István Kovács
- Lajos Lakinger
- Norbert Németh
- János Sass
- Tibor Montvai

## Palmarés

### Torneos nacionales
| Competición                 | Títulos    | Subcampeonatos |
| --------------------------- | ---------- | -------------- |
| Nemzeti Bajnokság II (2/2)  | 1984, 2012 | 1982, 1986     |
| Nemzeti Bajnokság III (1/0) | 2011       |                |